# Synjukha
Synjukha (ukrainsk: Синюха) er en flod i Ukraine, en venstre biflod til Sydlige Buh, der løber ud i Sortehavet. Dens navn betyder blå eller blåfarvet. Den er 111 km lang og dens afvandingsområde er 16.700 km2. Den er dannet ved sammenløbet af dens kildefloder, den kun 4 km lange Tikytj der er dannet ved sammenløbet af Hnyly Tikych og Hirsky Tikych) og Velyka Vys. Den løber ud i Sydlige Buh ved Pervomaysk.
Det menes, at et af de store slag sted mellem Storhertugdømmet Litauen og Ulus Jochi, Slaget ved det Blå Vand i midten af det 14. århundrede, fandt sted her.